# Spiroplasma montanense
Spiroplasma montanense è una specie di batterio appartenente alla famiglia delle Spiroplasmataceae.